# Télé Paese
Tele Paese è la prima rete televisiva locale della Corsica. È nata nel 1987 e ha sede a Santa Reparata di Balagna. Il canale trasmette in tutta la Balagna (Alta Corsica) e ha un bacino di utenza di circa 30.000 persone.

## Storia
L'associazione Tele Paese è nata a Santa Reparata di Balagna il 3 novembre 2006 grazie anche all'Agenzia per lo sviluppo dell'Alta Corsica e con il sostegno di alcuni politici locali come Paul Giacobbi, che si occupò anche dell'inaugurazione. Nel 2013 il canale è diventato una società cooperativa.

## Programmi
- Associ
- Nutiziale
- Mamemo
- Settimanale
- Una parolla tanti discorsi
- Tocc'à Voi
- Estivoce